# Pseudothyrsocera fulva
Pseudothyrsocera fulva är en kackerlacksart som beskrevs av Morgan Hebard 1929. Pseudothyrsocera fulva ingår i släktet Pseudothyrsocera och familjen småkackerlackor. Inga underarter finns listade i Catalogue of Life.